# Episodi di Boston Legal (quarta stagione)
Negli Stati Uniti, la quarta stagione della serie televisiva Boston Legal è stata trasmessa dal 25 settembre 2007 al 21 maggio 2008.
In Italia, la quarta stagione è stata trasmessa in prima visione assoluta dal 31 maggio al 2 agosto 2009, ogni domenica alle ore 21:00, su Mya canale pay della piattaforma Mediaset Premium.
| nº | Titolo originale           | Titolo italiano          | Prima TV USA      | Prima TV Italia  |
| -- | -------------------------- | ------------------------ | ----------------- | ---------------- |
| 1  | Beauty and the Beast       | La bella e la bestia     | 25 settembre 2007 | 31 maggio 2009   |
| 2  | The Innocent Man           | Innocente alla sbarra    | 2 ottobre 2007    | 31 maggio 2009   |
| 3  | The Chicken and the Leg    | Solo due colleghi        | 9 ottobre 2007    | 7 giugno 2009    |
| 4  | Do Tell                    | Un piccolo torero        | 16 ottobre 2007   | 7 giugno 2009    |
| 5  | Hope and Glory             | Vendetta e perdono       | 30 ottobre 2007   | 14 giugno 2009   |
| 6  | The Object of My Affection | Vendetta privata         | 6 novembre 2007   | 14 giugno 2009   |
| 7  | Attack of the Xenophobes   | Il giudice con l'elmetto | 13 novembre 2007  | 21 giugno 2009   |
| 8  | Oral Contracts             | Contratti verbali        | 4 dicembre 2007   | 21 giugno 2009   |
| 9  | No Brains Left Behind      | Passato presente         | 11 dicembre 2007  | 28 giugno 2009   |
| 10 | Green Christmas            | Verde Natale             | 18 dicembre 2007  | 25 dicembre 2008 |
| 11 | Mad About You              | Crisi matrimoniale       | 15 gennaio 2008   | 5 luglio 2009    |
| 12 | Roe v. Wade, The Musical   | Abbracci ed effusioni    | 22 gennaio 2008   | 5 luglio 2009    |
| 13 | Glow in the Dark           | Centrali nucleari        | 12 febbraio 2008  | 12 luglio 2009   |
| 14 | Rescue Me                  | Ceneri preziose          | 19 febbraio 2008  | 12 luglio 2009   |
| 15 | Tabloid Nation             | Morte annunciata         | 8 aprile 2008     | 19 luglio 2009   |
| 16 | The Mighty Rogues          | Veri uomini              | 15 aprile 2008    | 19 luglio 2009   |
| 17 | The Court Supreme          | La Corte Suprema         | 22 aprile 2008    | 26 luglio 2009   |
| 18 | Indecent Proposals         | Colpo di fulmine         | 30 aprile 2008    | 26 luglio 2009   |
| 19 | The Gods Must Be Crazy     | Presidente per un giorno | 14 maggio 2008    | 2 agosto 2009    |
| 20 | Patriot Acts               | Faccia a faccia          | 21 maggio 2008    | 2 agosto 2009    |